# Eurytoma salvicola
Eurytoma salvicola är en stekelart som beskrevs av Zerova 2003. Eurytoma salvicola ingår i släktet Eurytoma och familjen kragglanssteklar.
Artens utbredningsområde är Israel. Inga underarter finns listade i Catalogue of Life.